# جون أرنولد (كاتب)
جون أرنولد (بالإنجليزية: John Arnold)‏ هو كاتب بريطاني، ولد في 1 نوفمبر 1933.